# Wainwright (Alaska)
Wainwright – miasto w Stanach Zjednoczonych, w stanie Alaska, w okręgu North Slope.

## Geografia
Wainwright znajduje się nad morzem Czukockim około 116km na południowy zachód od Utqiaġvik.

## Klimat
W Wainwright panuje klimat suchy polarny. W ciągu roku temperatura waha się od −49°C zimą, do maksymalnie 27°C latem. Roczna suma opadów jest niewielka i stanowi ją głównie śnieg. Niewielka ilość opadów śniegu w zimę jest spowodowana suchym klimatem.
Morze Czukockie nie jest zamarznięto od początku lipca do końca września.